# Puliciphora rufipes
Puliciphora rufipes is een vliegensoort uit de familie van de bochelvliegen (Phoridae). De wetenschappelijke naam van de soort is voor het eerst geldig gepubliceerd in 1916 door Silva Figueroa.